# Le Temple (nouvelle)
Pour les articles homonymes, voir Le Temple.
Le Temple (The Temple) est une nouvelle fantastique écrite par Howard Phillips Lovecraft en 1920 puis publiée dans le pulp Weird Tales en septembre 1925.

## Intrigue
Durant la Première Guerre mondiale, le sous-marin U-29 de la Kaiserliche Marine coule un cargo britannique et ses embarcations de sauvetage remplies de rescapés. Les sous-mariniers allemands s'approprient ensuite une étrange figure d'ivoire sculpté, récupérée sur le cadavre d'un homme agrippé au submersible.
La folie gagne progressivement tout l'équipage, à l'exception du Kapitänleutnant Karl Heinrich, comte d'Altberg-Ehrenstein, le commandant. Après plusieurs jours de dérive, ce noble prussien — devenu l'unique survivant à bord — contemple les ruines immémoriales d'une cité sous-marine.

## Adaptations en bande dessinée
- Rotomago (scénario) et Florent Calvez (dessins et couleurs), U-29, Talence, Akiléos, 2013, 2e éd. (1re éd. 2005), 48-III p. (ISBN 978-2-35574-158-6, présentation en ligne).
- (en) Tanabe Gou, H.P. Lovecraft's The Hound and Other Stories, Dark Horse Books, 2017, 184 p. (ISBN 978-1-5067-0312-1, lire en ligne), « Shinden (The Temple) ». A noter que dans cette version les allemands sont des nazis, une incohérence anachronique.